# Hermann Michaelsen

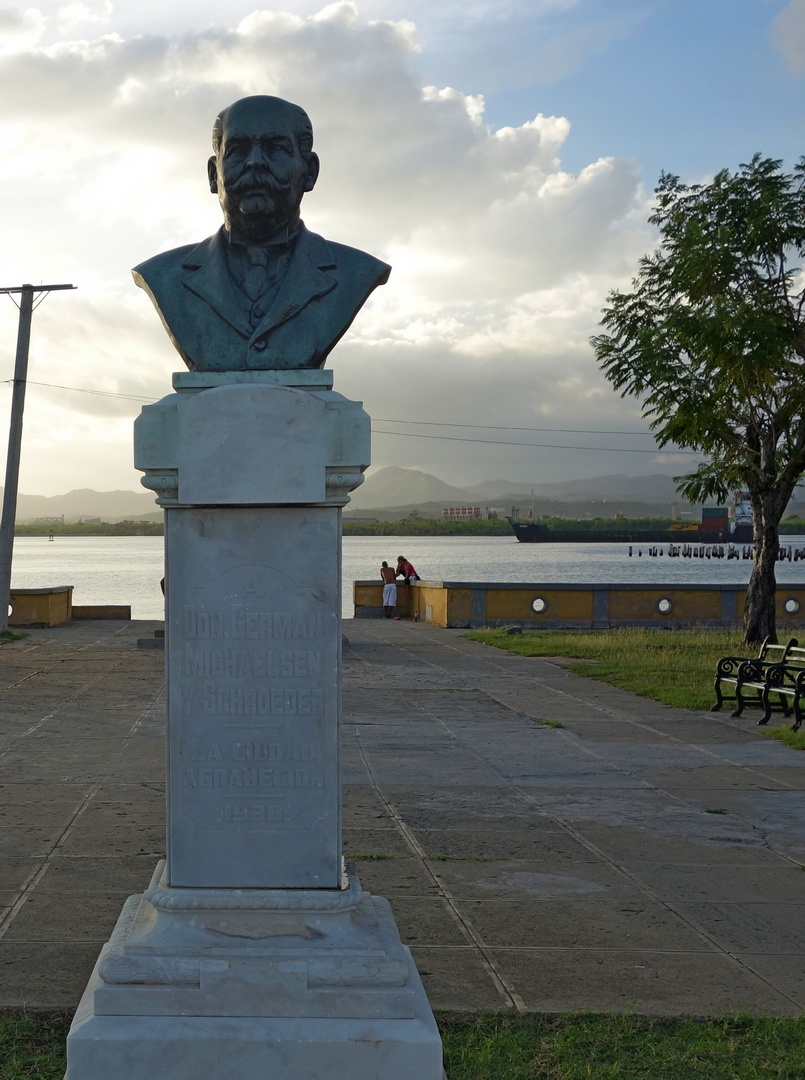
Denkmal an der Hafenpromenade von Santiago de Cuba.
Übersetzung der Inschrift: „Für German Michaelsen y Schroeder, Die dankbare Stadt, 1938“

Hermann Friedrich Wilhelm Michaelsen (auf Spanisch auch Germán Michaelsen genannt, nach spanischer Namenskonvention teilweise mit zusätzlicher Nennung seines mütterlichen Familiennamens Schröder) (* 26. Oktober 1851 in Varel, Großherzogtum Oldenburg; † 9. Dezember 1928 in Santiago de Cuba) war ein aus Norddeutschland nach Kuba ausgewanderter Kaufmann, Philanthrop und Kunstmäzen in Santiago de Cuba.

## Leben
1873 schloss er sich dem Handelsunternehmen des Bremers Carl Wilhelm Schumann in Santiago an, der seit 1868 amtierender Konsul des Norddeutschen Bundes, ab 1871 des Deutschen Reichs in der Stadt war. Michaelsen übernahm von Schumann die Rolle des Bevollmächtigten des Handelshauses, später auch das Amt des Konsuls. Als Ausnahme unter Deutschen im Kuba ihrer Zeit erreichten Schumann und Michaelsen den gesellschaftlichen Aufstieg als ausländische Kaufleute in die spanisch-kreolisch dominierte Oberschicht der Grundbesitzer und Zuckerfabrikanten durch Kreditgeschäft: Nachdem einheimische Pflanzer geliehenes Geld nicht zurückzahlen konnten, übernahmen die beiden Deutschen zunächst die Hälfte der Zuckerfabrik „Montesano“ bei Guantánamo einschließlich aller Sklaven, später kauften sie auch die andere Hälfte auf, wobei Michaelsen bei den Kaufverhandlungen als Strohmann für Schumann auftrat. 1887 war er Gründungsmitglied der Handelskammer Santiagos. Er diente später für über zehn Jahre als deren Präsident. Weiterhin war er Vorsitzender der regionalen Eisenbahngesellschaft Compañía de Ferrocarril de Sabanillo y Maroto.
Michaelsen vertrat als Konsul sowohl Deutschland als auch Österreich-Ungarn, weiterhin Belgien und Italien, er beherrschte acht Sprachen.  Nach dem Eintritt der Vereinigten Staaten von Amerika in den Ersten Weltkrieg 1917 wurde Michaelsen der Spionage für den deutschen Feind beschuldigt, verhaftet und in das Gefängnis der Festung La Cabaña in Havanna verlegt. 1918 wurde er entlassen und kehrte nach Santiago zurück, wo er in der Folge das republikanische Deutschland als erster Konsul vertrat.
Michaelsen war einer der größten Förderer des kulturellen und gesellschaftlichen Lebens in der Stadt Santiago. 1885 wurde er in den Vorstand der Philharmonischen Gesellschaft gewählt. In seinem Wohnhaus gründete er die Kulturgesellschaft „Sala Haydn“, die sich u. a. der Pflege und Verbreitung deutscher Musiktradition widmete und spielte bei Konzerten als Begleitpianist. Er war mit den führenden Vertretern der Kultur freundschaftlich verbunden, darunter dem legendären volkstümlichen Trova-Sänger Sindo Garay (1867–1968), der ihm 1888 das von ihm komponierte Lied Germania widmete. Die den gesamten Osten Kubas abdeckende Musikgesellschaft der Provinz Oriente wählte Michaelsen zu ihrem Präsidenten. Er war 1889 Gründungsmitglied und später langjähriger Präsident des Wassersportvereins „Club Náutico“, des ersten Sportvereins Kubas. Auf gemeinsames Betreiben Hermann Michaelsens und des Bürgermeisters, Emilio Bacardí, wurde 1897 in der Hafengegend eine Armenküche eingerichtet. Der Stadtrat verlieh ihm in Anerkennung seiner Verdienste um Santiago zweimal den Ehrentitel „Adoptivsohn“.
Nach ihm ist in Santiago seit 1929 die Hafenpromenade Alameda de Michaelsen benannt (meist jedoch nur „La Alameda“), an deren ursprünglicher Anlage er 1893 maßgeblich beteiligt war, und für deren erstmalige elektrische Beleuchtung er 1908 sorgte. Dort ist ihm ein Denkmal gewidmet, das aus einer Bronzebüste auf einem Sockel besteht. Einige Gegenstände aus seinem Besitz, sowie von ihm gemalte Bilder und Zeichnungen sind im Museo Emilio Bacardí ausgestellt, dem städtischen Kunstmuseum. Der zunächst in Kuba und später in den USA erfolgreiche Kunstmaler Eduardo Michaelsen (1920–2010) war sein Enkel.